# Leonardo Ghiraldini

a Compétitions nationales et continentales officielles uniquement.

b Matchs officiels uniquement.
Dernière mise à jour le 18 avril 2023.
Leonardo Lorenzo Ghiraldini, né le 26 décembre 1984 à Padoue, est un joueur italien de rugby à XV. Il joue en équipe d'Italie et évolue au poste de talonneur notamment au sein de l'effectif des Leicester Tigers puis Stade toulousain.

## Biographie
Jusqu'en 2014, il évolue dans différents clubs et franchises italiens, successivement au Petrarca Rugby Padoue, à Calvisano en championnat d'Italie, puis en Pro12 avec le Benetton Trévise.
Leonardo Ghiraldini honore sa première cape internationale en équipe d'Italie le 11 juin 2006 à Tokyo par une victoire 52-6 contre l'équipe du Japon.

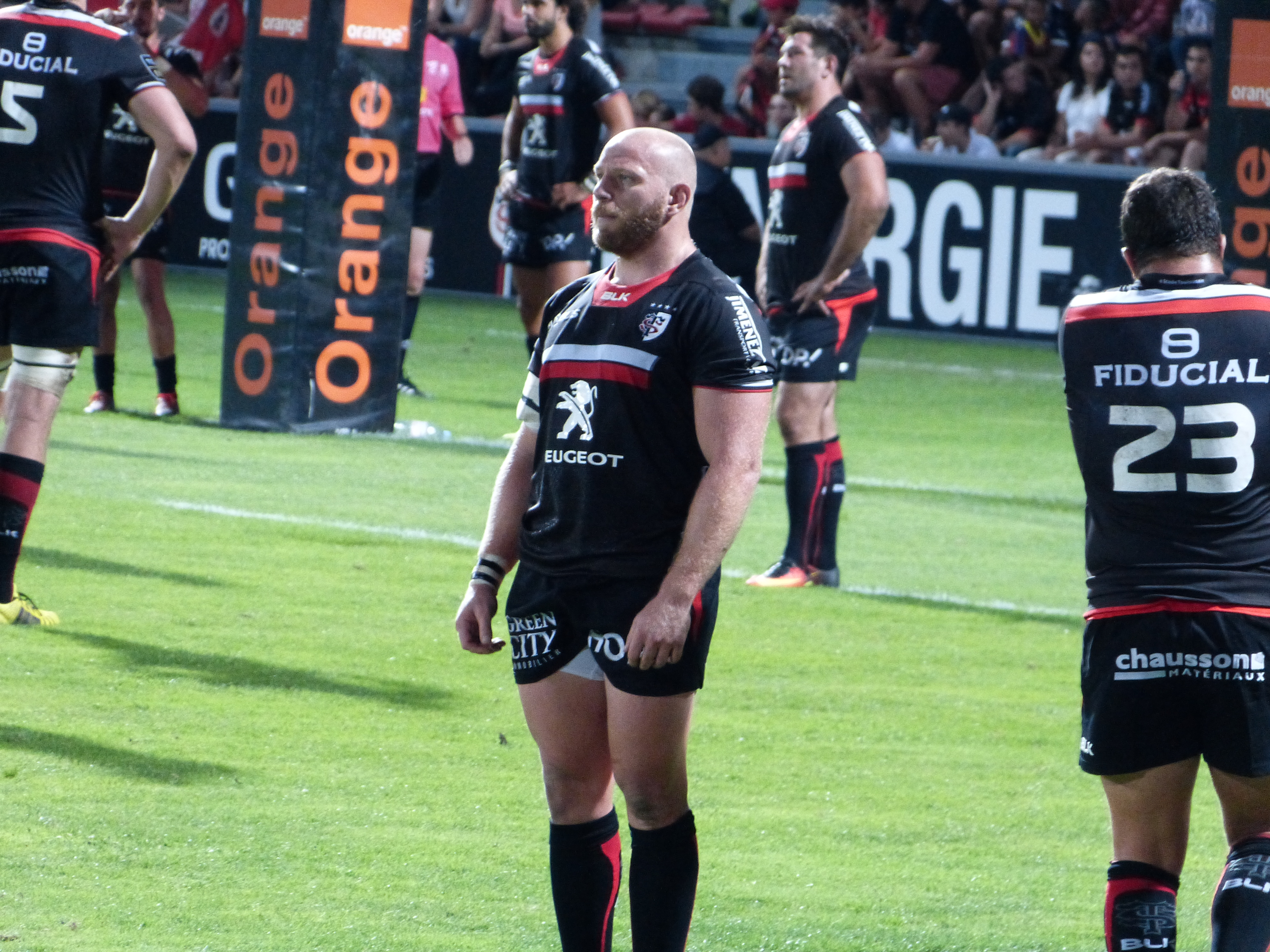
Leonardo Ghiraldini lors du match du Stade toulousain contre l'Union Bordeaux-Bègles le 27 août 2016.

En 2014, il quitte son pays pour rejoindre le club anglais des Leicester Tigers et il joue un total de 22 rencontres lors de l’exercice 2014-2015.
En 2016, il rejoint le club français du Stade toulousain en signant un contrat d'une durée de trois saisons. 
Durant la saison 2018-2019, il est en concurrence à son poste avec les frères Julien et Guillaume Marchand et Peato Mauvaka. Il joue treize matchs toutes compétitions confondues, dont trois en tant que titulaire, jusqu'au mois de mars 2019, lorsqu'il est victime d'une rupture des ligaments croisés du genou droit lors d'un match du Tournoi des Six Nations 2019 contre la France. Cette blessure met alors fin à sa saison,. Il ne peut donc pas participer aux phases finales du championnat de France, durant lesquelles son équipe se qualifie et finale et la remporte en battant l'ASM Clermont sur le score de  24 à 18. Il remporte donc son premier titre avec le Stade toulousain bien qu'il ne participe pas à la finale. 
En janvier 2020, il est recruté par l'Union Bordeaux Bègles en qualité de joker médical de Florian Dufour, blessé à une cheville et absent au moins jusqu'en avril. La saison est cependant interrompue quelques semaines après à cause de la pandémie de Covid-19. En juin, il quitte alors le club sans en avoir porté le maillot.
Sans club depuis son départ de l'UBB, il participe tout de même à la Coupe d'automne des nations en 2020 avec sa sélection nationale, durant laquelle il joue trois matchs. À l'issue de celle-ci, il décide de prendre sa retraite sportive en janvier 2021,.

## Statistiques

### Internationales
Leonardo Ghiraldini  compte 107 sélections pour six essais inscrits, soit 30 points. Il a pris part à  participe à dix éditions du Tournoi des Six Nations en  2007 à 2019. Il a également participe à trois éditions de la Coupe du monde en 2007, 2011,et 2015.

## Palmarès
- Calvisano
  - Vainqueur du Championnat d'Italie en 2008

- Benetton Rugby Trévise
  - Vainqueur du Championnat d'Italie en 2010
  - Vainqueur de la Coupe d'Italie en 2010

- Stade toulousain
  - Vainqueur du Championnat de France en 2019